# 로버트 그로스테스트

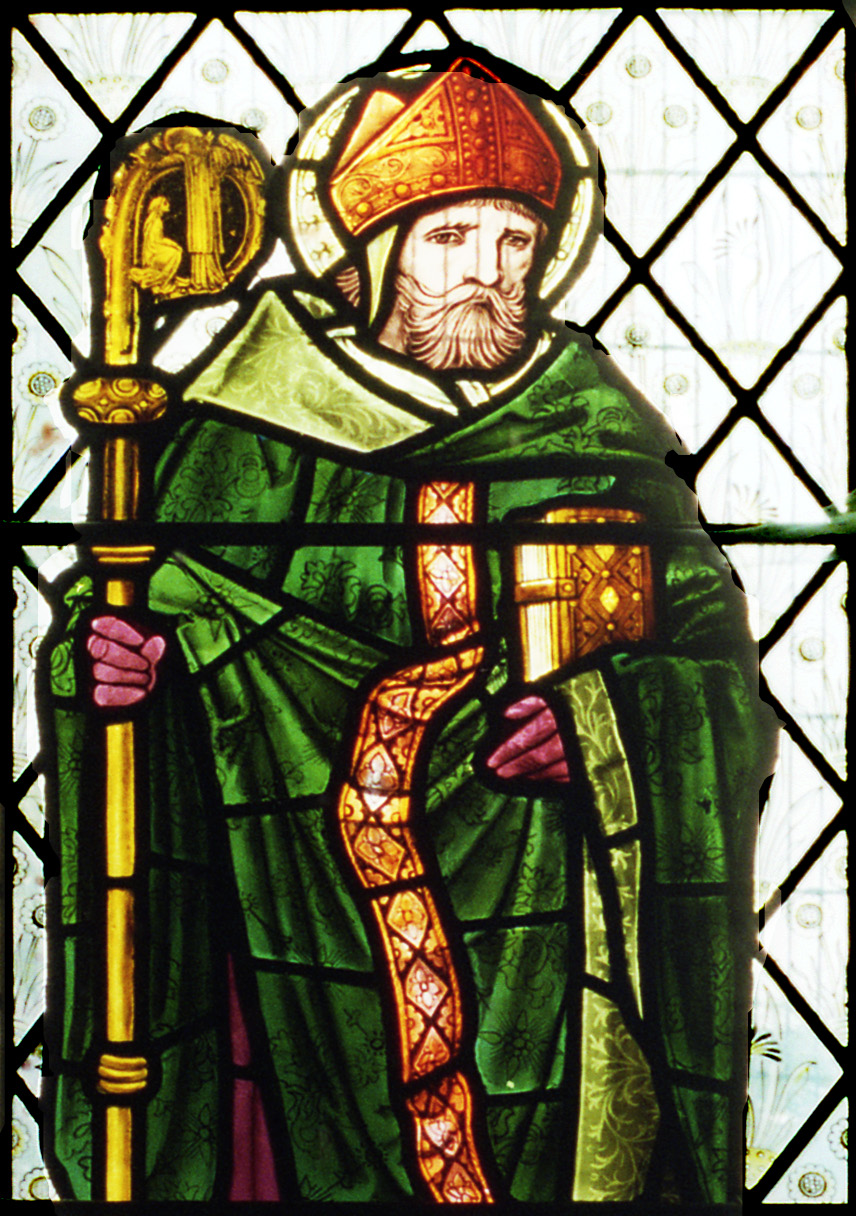

로버트 그로스테스트(Robert Grosseteste, 1175년경 영국 서포크 ~ 1253년 영국 버크든)는 영국 출신의 기독교 신학자·철학자이다. 링컨 교구의 주교와 옥스퍼드 대학의 초대 총장(chancellor, 혹은 학무관)을 역임하였다. 옥스퍼드에서 가르치며 과학적 사고 스타일의 기초를 쌓아, 로저 베이컨 등에게 영향을 미쳤다. 오스트레일리아의 역사가 A.C.크롬비(A.C.Crombie)는 “중세 옥스퍼드의 과학적 사고는 물론, 어떤 면에서는 근대 영국의 지적 전통 전반의 실질적인 창시자”라고 평가하였다.

## 생애
그로스테스트는 자유 학예 artes liberales와 신학을 공부한 후 생겨난 지 얼마 되지 않은 옥스퍼드에서 대략 1230년까지 가르쳤다. 그 곳에서 그는 첫 번째 교무처장으로 재직을 한 것 같다. 1230넌 이후부터 그는 옥스퍼드에서 열리는 프란체스코 수도회의 정기 회의에서도 가르쳤다. 1235년 그는 링컨 시의 주교로 선출되었다. 그로스테스트는 무엇보다도 아리스토텔레스 번역과 자연철학적 저서와 학문 이론적 저서로 커다란 영향력을 발휘하게 되었다. 그는 자신의 《빛에 관해서 혹은 형식의 시작에 관해서(De luce sive de inchoatione formarum)》라는 형이상학적 저서와 디오니시오스라는 가명으로 출간된 책 《신성한 명칭에 대해서(De divinis nominibus)》에 관한 신학적 주석 속에서 미학 강령을 발전시켰다.

## 예술 이론
그로스테스트는 자신의 예술 이론을 단 하나의 기본 사유에서 도출된 광범위한 형이상학 이론 속으로 통합시켰다. 신으로부터 발원하고 상월계(上月界)를 지나서 하월계(下月界)까지 뻗쳐있는 빛이 모든 사물의 근원과 제1 원칙을 이룬다는 것이 바로 기본 사유였다. 빛은 개별 사물의 형식과 외모뿐만이 아니라 우주의 삼라만상의 조화로운 배열을 결정한다. 그로스테스트는 신(新)플라톤적 유출(流出) 개념과 아리스토텔레스의 천구 이론을 결합시킨 이런 형이상학적 기본논제로부터 모든 사물의 미는 제1 원칙인 빛에 근거를 두어야만 한다는 예술 이론 논제를 도출해 낸다. "아름다운"이라는 단어는 주관적 가치 평가에 근거해서 어떤 사물에게 주어진 술어가 아니다. 오히려 그것은 객관적이고, 제1 원칙으로 귀결될 수 있는 조화에 근거해서 사물에 주어진 것이다.

### 빛의 형이상학
신(新)플라톤적 특징을 지닌 《빛에 관해서》 라는 저서에서 그로스테스트는 자신의 예술론의 토대를 형성하는 형이상학적 강령을 만들어낸다. 우주는 최초에는 아무런 차원도 지니고 있지 않은 형식과 질료로 이루어져 있다고 그는 주장한다. 형식은 오로지 순수한 빛이기 때문에, 그것은 사방으로 발산하고 증가된다. 이때 빛은 항상 한 점에서 시작되고 주변에 계(界)들을 형성한다. 외부의 힘을 필요로 하지 않는 이런 과정을 통해서 형식과 조화를 이룬 질료도 역시 증가한다. 이렇게 먼저 천상계가, 그 다음에 하월계가 그리고 마지막으로 하월계에서 4원소가 생겨난다. 빛이 점점 더 질료와 결합되어 있기 때문에, 최초의 완벽한 빛의 세계와 비교하면 다른 세계들은 덜 투명하게 된다. 그리고 빛이 처음 세계에 의해서 반사되는 순간부터, 그것은 눈에 보이는 빛으로만 현존한다. 그럼에도 빛은 모든 계에서 능동적 형식으로 남아있고 지상에서도 각각의 대상 속에 현존하고 있다.
관념적인 우주 진화론에서 출발한 그로스테스트는 개별 대상의 크기, 형태 그리고 운동이 빛의 현존을 통해서 결정된다는 논제를 주장한다. 그리고 대상의 미는 다름 아니라 빛을 통해서 한 대상이 그 주변의 대상과 이루는 조화이다.
책 《신성한 명칭에 대해서》를 해설한 주석서에서 그로스테스트는 자신의 빛에 관한 형이상학을 신학적 숙고와 결부시킨다. 그는 모든 계에 뻗쳐있는 최초의 빛을 신과 동일시하고 빛을 미의 순수한 형식으로 정의한다. 따라서 질서가 잘 잡힌 대상 속에서 발견되는 미는 다름 아니라 명백하게 나타난 신적인 미이다. 그래서 그로스테스트의 말을 따르면 모든 피조물은 신의 모상(模像)으로 불릴 수 있다는 것이다. 모상이 글자 그대로 이해된 신과의 유사적 관계를 맺고 있기 때문이 아니라, 그것이 발산하는 최초의 빛의 산물이고 그것을 통해서 창조주의 미에 참여하고 있기 때문에 신의 모상이 되는 것이다.

### 비례 이론과 숫자 상징
자연 철학적 저서 속에서 그로스테스트는 미가 대상들의 조화라는 보편적 논제를 수학적 비례 이론 속에서 표현하려는 목표를 설정하고 있다. 그 목표를 위해서 그는 신(新)플라톤적 기원에서 생겨난 숫자 상징을 다시 이용한다. 그는 숫자1을 빛, 즉 확장하는 형식을 나타내는 상징으로 정의한다. 그는 질료를 나타내는 상징으로 숫자2를 선택하고, 형식과 질료의 결합을 나타내는 상징으로 숫자3을 , 이런 결합의 산물을 나타내는 상징으로 숫자4를 선택한다. 네 가지 숫자의 합, 즉 10은 그로스테스트에게는 절대미와 조화를 표현하는 완벽한 숫자이다. 대상의 모든 "조화"는 4개의 기본 숫자의 특정한 비율을 통해서 수학적으로 표현될 수 있다고 한다.
그로스테스트는 자신의 비율 이론을 다양한 예술분야에 적용한다. 그래서 음악에서의 미는 다름 아니라 수학적으로 묘사할 수 있는 음정의 비율이다. 마찬가지로 표현 예술에서의 미는 기하학적 크기의 비율이며, 춤에서의 미는 걸음의 비율이다. 예술가의 목표는 매번 적절한 비율을 찾는 것이고 그것을 통해서 인공물 속에서 창조의 미를 모방하는 것에 있어야만 한다.

### 초월 이론과 박탈 이론
미는 객관적으로 주어지고 수학적으로 표현될 수 있기 때문에, 그로스테스트에게 미란 대상을 우연적으로 정의하는 것이 될 수 없다. 오히려 미는 모든 대상들이 천성적으로 지닌 규정이다. 그러므로 "아름답다"는 단어는 초월적 개념이다("초월적"이라는 전문 용어는 그로스테스트에 의해서 사용되지 않고, 아마도 그의 후계자들에 의해서 13세기에 사용되었을 것이다). 이 개념은 모든 범주적 구별을 넘어서고 본질적으로 현존하는 모든 것에 속하는 어떤 것을 표시한다. 사물 그 자체가 아니라 오직 개념적으로만 "아름다운"과 "현존하는" 단어 사이의 구분이 이루어질 수 있다. "아름다운"이라는 단어는 사물의 내적 질서와 사물이 다른 대상과 맺고 있는 조화의 관점에서 한 대상을 표시하고, "현존하는"이라는 단어는 존재의 측면에서 같은 사물을 표시한다. 아우구스티누스의 박탈 이론과 결부시켜서 그로스테스트는 추를 대상의 특이한 특징 혹은 규정이 아니라, 반대로 질서와 조화의 단순한 결핍으로 이해한다. 그럼으로써 추는 악이 아니라, 그저 축소된 형식 속에서 창조주의 완벽한 미를 표현하고 결론적으로 말하자면 악은 일정한 미적 가치를 지닌 "축소된 선"일 뿐이다.

## 수용
그로스테스트의 예술 철학은 옥스퍼드와 파리에서 활발하게 수용되었다. 그 철학은 무엇보다도 두 개의 주요한 조류에 의해서 뚜렷하게 드러났다. 첫 번째로 그 철학은 로저 베이컨의 경우에서 볼 수 있는 것처럼 형이상학적이고 부분적으로는 자연과학적인 빛 이론을 정교하게 구성하도록 만들었다. 다른 한편 그것은 13세기 중반에 토마스 아퀴나스와 울리히 폰 슈트라스부르크에 의해서 정교하게 다듬어지게 될 초월 이론의 발전을 촉진시켰다.

## 저서
- Die philosophischen Werke des Robert Grosseteste, Bischofs von Lincoln, hg. Von L. Baur, Münster 1912(darin: De luce).
- Commentarius in De divinis nominibus, hg. Von F. Ruello, in: Archives d'histoire doctrinale et littéraire du moyen-âge 34 (1959) S. 134-178. Commentarius in Posteriorum. Analyticorum Libros, hg. Von P. Rosse, Flerenz 1981.
- Hexaëmeron, hg. Von R. C. Dales/ S. Gieben, Oxford 1982.

## 참고 문헌
- E. De Bruyne, Études d'esthétique médiévale III: le treizième siècle, Bruges 1946.

- H. Pouillon, La beauté, propriététranscendantale, chez les Scolastiques, in: Archives d'histoire doctrinale et littéraire du moyen-âge 21(1946) S. 263-329.

- K. Hedwig, Sphaera Lucis: Studien zur Intelligibilität des Seienden im Kontext der mittelalterlichen Lichtspekulation, Münster 1980.

- J. McEvoy. The philosophy of R. Grosseteste Oxford 1982. J. McEvoy, Ein Paradigma der Lichtmetaphysik: R. Grosseteste, in: Freiburger Zeitschrift für Philosophie und Theologie 34 (1987) S. 91-110.

- R. W. Southern, R. Grosseteste: The Growth of an English Mind in Medieval Europe, Oxford 1986. G. Freibergs(Hg.), Aspectus et affectus: Essays and Editions in Grosseteste and Medieval Intellectual Life, New York 1993.